# Tibiotrichius vietnamensis
Tibiotrichius vietnamensis är en skalbaggsart som beskrevs av Miyake 1996. Tibiotrichius vietnamensis ingår i släktet Tibiotrichius och familjen Cetoniidae. Inga underarter finns listade i Catalogue of Life.